# Peru na Mistrzostwach Świata w Lekkoatletyce 2015
Peru na Mistrzostwach Świata w Lekkoatletyce 2015 – reprezentacja Peru podczas Mistrzostw Świata w Pekinie liczyła 6 zawodników, z których żaden nie zdobył medalu.

## Występy reprezentantów Peru

### Mężczyźni

#### Konkurencje biegowe
| Konkurencja   | Zawodnik        | Runda 1  | Runda 1 | Półfinał | Półfinał | Finał    | Finał   |
| Konkurencja   | Zawodnik        | Rezultat | Pozycja | Rezultat | Pozycja  | Rezultat | Pozycja |
| ------------- | --------------- | -------- | ------- | -------- | -------- | -------- | ------- |
| Maraton       | Abel Villanueva | —        | —       | —        | —        | DNF      | DNF     |
| Chód na 20 km | Pavel Chihuan   | —        | —       | —        | —        | DNF      | DNF     |

### Kobiety

#### Konkurencje biegowe
| Konkurencja   | Zawodniczka        | Runda 1  | Runda 1 | Półfinał | Półfinał | Finał    | Finał   |
| Konkurencja   | Zawodniczka        | Rezultat | Pozycja | Rezultat | Pozycja  | Rezultat | Pozycja |
| ------------- | ------------------ | -------- | ------- | -------- | -------- | -------- | ------- |
| Maraton       | Hortensia Arzapolo | —        | —       | —        | —        | DNF      | DNF     |
| Maraton       | Clara Canchanya    | —        | —       | —        | —        | 2:39:24  | 26      |
| Chód na 20 km | Kimberly García    | —        | —       | —        | —        | DNF      | DNF     |

#### Konkurencje techniczne
| Konkurencja | Zawodniczka   | Eliminacje | Eliminacje | Finał    | Finał   |
| Konkurencja | Zawodniczka   | Rezultat   | Pozycja    | Rezultat | Pozycja |
| ----------- | ------------- | ---------- | ---------- | -------- | ------- |
| Skok w dal  | Paola Mautino | 6,15       | 29.        | NQ       | NQ      |